# Plinsko zavarivanje
Plinsko zavarivanje (ponekad pogrešno zvano "autogeno zavarivanje") spada u grupu zavarivanja taljenjem, gdje se osnovni materijal tali toplinom plamena.
U tehnici plinskog zavarivanja najvažniji plamen je oksiacetilenski zbog svojih posebnih kemijskih karakteristika. U vrlo rijetkim slučajevima, kada to dopuštaju karakteristike tvari koja se zavaruje, koriste se vodik, metan, propan ili butan.
Plinsko zavarivanje često se izvodi s dodatnim materijalom u obliku žice prikladnog materijala. Ako se izvodi bez dodatnog materijala, pukim taljenjem i spajanjem materijala koji se spaja, zove se autogeno (samorodno) zavarivanje. Ono nije podvrsta plinskog zavarivanja nego svako zavarivanje koje ne koristi dodatni materijal.
Zavarivanje plinom je jedan od najstarijih načina zavarivanja i najsvestranijih postupaka zavarivanja. Danas se uglavnom koristi za zavarivanje čeličnih cijevi i cijevi od sivog lijeva te za popravke. Oprema je relativno jeftina u odnosu na druge učestalije metode. Plamen je više raspršen od električnog luka i uzrokuje sporije hlađenje koje vodi većim zaostalim naprezanjima i deformacijama te stoga traži višu razinu vještine od, primjerice, elektrolučnog zavarivanja. Brzina zavarivanja je usporediva s brzinom zavarivanja TIG postupkom, dok rad sa zapaljivim plinovima povećava opasnost pri radu.
Skoro istim priborom vrši se i plinsko rezanje, uz dodatno dovođenje čistog kisika, a može se koristiti i za tvrdo lemljenje i toplinsku obradu, navarivanje, nabrizgavanje, površinsko čišćenje itd.

## Oprema
Oprema za plinsko zavarivanje sastoji se iz izvora gorivog plina, boce kisika, redukcijskih ventila, sigurnosnih ventila, cijevi za dovod plinova, plamenika i dodatnog materijala.
U Europskoj uniji, boce tehničkih plinova kao što su acetilen i kisik moraju posjedovati atest čije je trajanje deset godina. Visokotlačne boce starije od 40 godina smatraju se rizičnima zbog nagomilanog naprezanja i ne smiju se ponovno atestirati.